# Angel (Mika Newton-dal)
Az Angel (magyarul: Angyal) egy dal, mely Ukrajnát képviselte a 2011-es Eurovíziós Dalfesztiválon. A dalt az ukrán Mika Newton adta elő angol nyelven.
A dal a 2011. február 26-án rendezett ukrán nemzeti döntőben nyerte el az indulás jogát. A döntőben egy szakmai zsűri pontjai és a nézők telefonos és internetes szavazatainak összesítése alapján végzett az élen a huszonegy fős mezőnyben.
Az Eurovíziós Dalfesztiválon a dalt először a május 12-én rendezett második elődöntőben adták elő, a fellépési sorrendben hatodikként, a szlovák TWiiNS együttes I’m Still Alive című dala után, és a moldáv Zdob și Zdub együttes So Lucky című dala előtt. Az elődöntőben 81 ponttal a hatodik helyen végzett, így továbbjutott a május 14-i döntőbe.
A május 14-i döntőben a fellépési sorrendben huszonharmadikként adták elő, a spanyol Lucía Pérez Que me quiten lo bailao című dala után és a szerb Nina Čaroban című dala előtt. A szavazás során 159 pontot szerzett, három országtól (Azerbajdzsán, Örményország, Szlovákia) begyűjtve a maximális 12 pontot. Ez a negyedik helyet jelentette a huszonöt fős mezőnyben.